# Vlašim
Vlašim (německy Wlaschim) je město a obec s rozšířenou působností v okrese Benešov ve Středočeském kraji, 20 km jihovýchodně od Benešova, 40 km severně od Tábora a je centrem mikroregionu Podblanicko. Žije zde přibližně 11 tisíc obyvatel, jejich počet postupně mírně klesá.

## Poloha
Vlašim leží na řece Blanici, do níž se zde vlévají potoky Orlina (západně od města) a Borecký potok na severovýchodě. Na obou je řada rybníků. 8 km jižně od Vlašimi, mezi obcemi Kondrac, Pravonín a Louňovice pod Blaníkem leží hora Blaník (638 m n. m.), střed chráněné krajinné oblasti Blaník.

## Původ názvu města

### Pověst
Pověst o původu názvu města (uvádí ji Karel Josef Biener z Bienenberka v díle Versuch über einige merkwürdige Alterthümer in Königreich Böhmen) se týká dob vlády Vladislava II., druhého českého krále, který vládl v letech 1152–1172. Svůj královský titul získal za své spojenectví s císařem Fridrichem I. Barbarossou v jeho tažení na Miláno. Vladislav II. vytáhl do boje na pomoc císaři s více než deseti tisíci muži.
Po dlouhé a strastiplné cestě přes Tyroly vstoupilo české vojsko do vlašské země (Vlachy) v severní Itálii. Po kapitulaci Milána se Čechové začali seznamovat s kulturou Italů, tedy Vlachů, kteří byli v té době v tomto směru považování za evropskou špičku. Jedním z těch, kteří následně oslavovali chrabré činy českých hrdinů při vlašském tažení, byl rytíř, jehož sídlo se nacházelo nad řekou Blanicí. Krajina kolem jeho sídla byla bohatá na přírodní krásy, a ač nebyla tak slunná a nádherná jako ta vlašská, miloval ji a na památku své obliby vlašských mravů si začal říkat Vlašim.

### Etymologie
Název města je lingvisticky odvozen od starobylé přivlastňovací přípony, odkazující na jména typu Vlastislav či Vlastimil. Název Vlašim je též domácí obměna jména Vlach, která vznikla jeho krácením.
Ve starých latinsky a německy psaných listinách se v různých datech objevují německé podoby názvu města, vzniklé adaptací názvu českého: Pleszin (1353), Flesching (1431), Wlassimg (1439) či Wlaschim.

## Historie

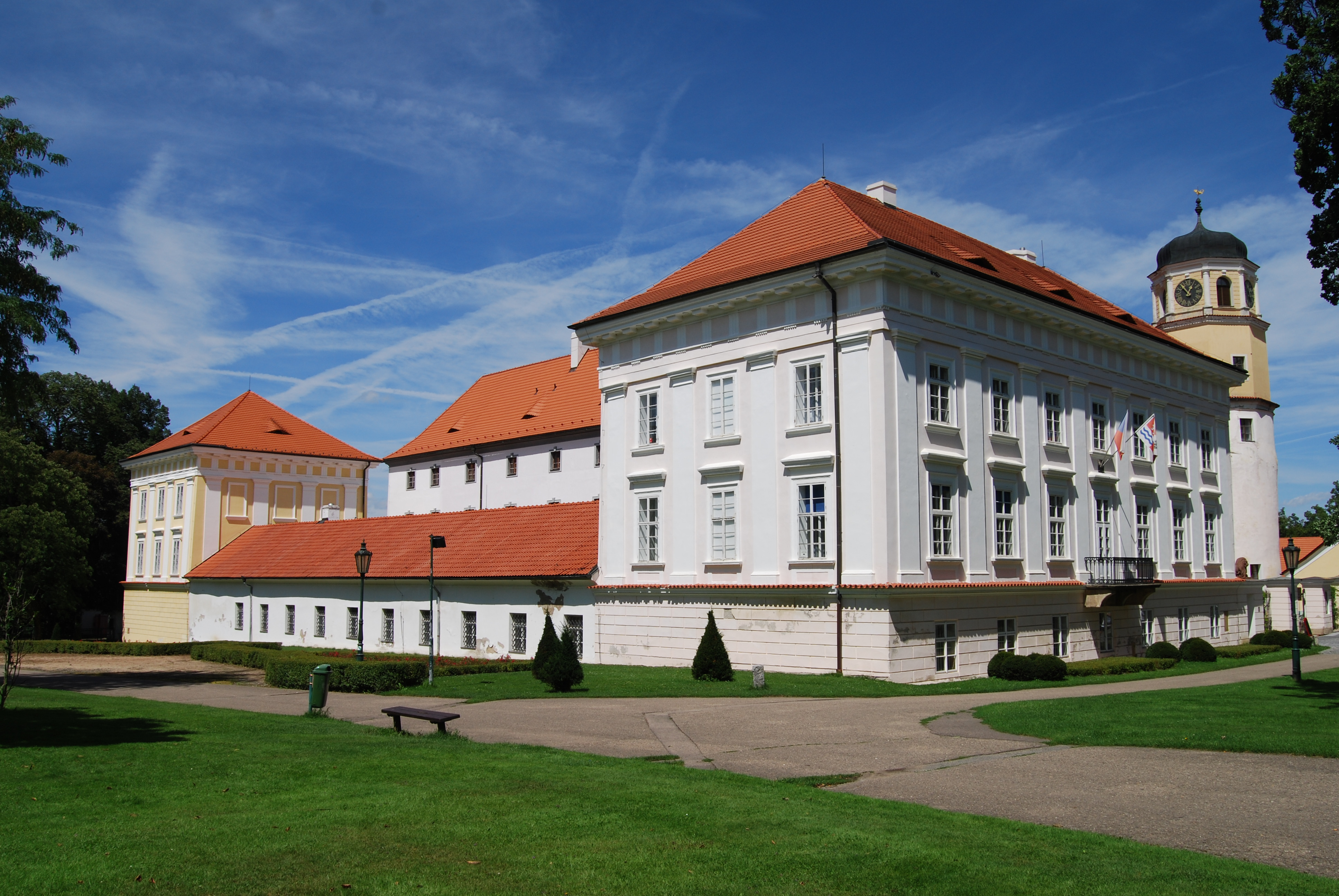
Vlašim, zámek od JV

### Počátky města
Archeologické nálezy prokazují existenci sídliště již v době před 30 tisíci lety př. n. l. V době před 2 tisíci lety př. n. l. zde v okolí sídlili Keltové, o 500 let později Germáni, následováni Slovany.
Z roku 1303 má pocházet nejstarší zmínka o hradu ve Vlašimi, který zde měl stát s ještě starším románským kostelem. Ta se ovšem ztratila s kronikou místní fary, prameny nás poté zavedou k roku 1318, kdy Hynek z Vlašimi v deskách půhonných, řadě desek zemských, žaluje pány z okolí z krádeží rozmanitého typu. Tvrz, která měla chránit brod přes řeku Blanici. Dochovaly se z ní pouze části uvnitř okruhu dělostřeleckých bašt. První písemná zmínka o městečku pod tvrzí pochází z roku 1320.
Rytíři z Vlašimi patřili ke družině krále Jana Lucemburského a Hron z Vlašimi padl po boku krále v bitvě u Kresčaku v roce 1346. Rod se postupně rozdělil na několik větví, které se psaly podle svých sídel. Jan Očko z Vlašimi byl od roku 1364 druhým pražským arcibiskupem a prvním českým kardinálem. Za jeho působení byla Vlašim povýšena na město. Když se roku 1378 úřadu vzdal, nastoupil po něm jeho synovec Jan z Jenštejna. Větev Jankovských z Vlašimi působila na Moravě, Jiřík z Vlašimi byl v letech 1516–1520 moravským podkomořím. V letech 1363–1413 držela Vlašim jenštejnská větev pánů z Vlašimi.
V letech 1442–1546 zde vládli Trčkové z Lípy, stoupenci krále Jiřího z Poděbrad. Za Mikuláše Trčky z Lípy byl postaven městský kostel a rozšířen hrad. Jejich vláda však město a jeho okolí uvrhla do dluhů. Rod také řešil problém vzájemných vyrovnání, které byly urovnány až králem Ferdinandem I. Do roku 1588 bylo město dvakrát předáno do rukou rytířských rodů: nejprve to byli Markvartové Stranovští ze Sovojovic a o čtyři roky později Klenovští ze Ptení. Roku 1580 dostalo město zásluhou Aleše Klenovského znak a jeho monogram „AKZP“ je na něm i dnes. Po nich do roku 1621 vládli Vlašimi Vostrovcové z Kralovic, kteří si dali za úkol zbavit město dluhů. Představitel tohoto rodu Jan patřil ke třiceti direktorům, kteří vystupovali proti králi Ferdinandovi. Po bitvě na Bílé hoře byl odsouzen k trestu smrti popravením, rozsudek byl však později změněn na doživotní vězení. Jeho mezitím nahromaděný majetek připadl konfiskací koruně a město roku 1621 pánům z Talmberka.

### Novověk
Většina měšťanů byli protestanti, kteří trpěli za dob rekatolizace, což v okolí vedlo k mnoha povstáním. Rolníci a měšťané plenili a dobývali zámky v Ratajích, Domašíně a Vlašimi, kde mučili městského hejtmana a rozbili mu i hlavu.[zdroj?] Po vyplenění tehdejšího kláštera svaté Barbory v Benešově narazili na císařská vojska a byli následně pomláceni, zatčeni, či popraveni. Město bylo v té době obsazeno a vypleněno. V roce 1645, během třicetileté války, dobyli Vlašim Švédové, kteří město vypálili a zanechali v troskách. Později, od roku 1744, vládli městu knížata z Auerspergu, kteří v městě sídlili až do roku 1945.

### Vlašim před první světovou válkou
V roce 1895 bylo město napojeno na železniční síť. Hlavní dopravní tepnou, propojující železniční nádraží s kostelem a náměstím, se stala Komenského ulice; ta se tak stává z původní periferie městským centrem, tlak na její reprezentativnost v dobách první republiky roste.
Městská panoramata před dynamickou výstavbou v 2. polovině 20. století popisuje kronikář Jan Vondráček v roce 1902 následovně: "Za nizoučkými domky na úpatí zvedají se terasovitě nad sebou stavby a stromoví, až nejvýše uprostřed rýsují obzor nejdůležitější budovy: kostel, škola, zámek, záložna a pivovár, vlevo pak nejkrajněji se ukazuje nádraží a kruhovka se svým vysokým komínem."
Prvorepubliková léta
První poválečná léta do města přinesla akutní nedostatek bytů. Důvodem je nejspíše vliv železniční tratě, která rozšiřuje průmyslový potenciál Vlašimi a ten do města láká migranty. Pamětní kniha Vlašimi situaci komentuje: "Ve Vlašimi je velký nedostatek bytů. Některé světnice obývají dvě, ba i tři rodiny. Mnozí dospělí mužové uzavřeli by sňatek, kdyby mohli získat byt." Město se problém rozhodlo řešit odkupem pozemků od soukromníků, následně řídit výstavbu nových domů pomocí stavebního a bytového družstva. Tak kupříkladu vznikla dnešní ulice Na Tenise, vykoupená od šlechtického velkostatku. 
V roce 1914 byla spuštěna turbínová elektrárna rakouské firmy J. M. Voith, což pomohlo zde začínající pobočce firmy AEG. V roce 1918 pomohl rozvoji hospodářství obuvní průmysl a v roce 1935 se zde usídlila zbrojovka Sellier & Bellot. Přítomnost zbrojovky ještě umocnila problém s nedostatkem bytů. Rapidně se zvýšil počet obyvatel. Zatímco v roce 1930 má ve Vlašimi, dle sčítání lidu, žít 3075 obyvatel, v roce 1938 se číslo zvedlo více než dvojnásobně na 6632 lidí. Uvažuje se proto o vzniku dělnické kolonie poblíž továrny, dostalo se jí názvu Žižkov (podle původního sídla zbrojovky na pražském Žižkově). Od roku 1935 začíná stavba desítek dvojdomků v šesti blocích, tak se městská zástavba posouvá směrem na jih. Problémy s byty však stále přetrvávají.

### Rok 1932
Ve městě Vlašim (3628 obyvatel) byly v roce 1932 evidovány tyto živnosti a obchody:
- Instituce a průmysl: Poštovní úřad, telefonní úřad, telegrafní úřad, okresní soud, berní úřad, důchodkový kontrolní úřad, četnická stanice, katol. kostel, českoslov. kostel, synagoga, lidové sanatorium, obchodní grémium, 9 továren na obuv, 19 výrobců obuvi, 2 cihelny, vápenice, mlýn, 2 pily, pivovar Karla Auersperga, sbor dobrovolných hasičů, městská elektrárna, hospodářské sladištní družstvo ve Vlašimi, lesní družstvo obcí a osad soudního okresu vlašimského, lidové družstvo hospodářské a konsumní pro soudní okres Vlašimský a Dolno-Kralovický, vývoz sušených hříbků, První Vlašimská výrobna lihovin a obchod vínem Gans a Sušický, 2 velkostatky
- Služby (výběr): 4 lékaři, zvěrolékař, 2 advokáti, notář, 2 autodílny, 4 autodopravci, bio Sokol, 4 cukráři, 2 drogerie, 2 fotoateliéry, geometr, 3 hodináři, 10 restaurací, 2 hotely, 2 kapelníci, kloboučník, 2 knihaři, 3 kožišníci, lékárna, akad. malíř, 2 obchody s motocykly, nožíř, obchod s obuví Baťa, První česká vzájemná pojišťovna v Praze, radiopotřeby, realitní kancelář, Městská spořitelna ve Vlašimi, Občanská záložna ve Vlašimi, Okresní hospodářská záložna ve Vlašimi, Zemědělská lidová záložna ve Vlašimi, Živnostenská záložna ve Vlašimi, 3 stavitelé, 3 zahradnictví, zubní ateliér, 4 železářství

V obci Bolina (přísl. Bolinka, Skalkov, 375 obyvatel, samostatná obec se později stala součástí Vlašimi) byly v roce 1932 evidovány tyto živnosti a obchody: 2 bednáři, 3 hostince, kolář, kovář, 2 krejčí, mlýn, 3 obuvníci, pila, 16 rolníků, 3 trafiky, truhlář.
V městysi Domašín (968 obyvatel, poštovní úřad, telegrafní úřad, katol. kostel, samostatný městys se později stal součástí Vlašimi) byly v roce 1932 evidovány tyto živnosti a obchody: cihelna, 3 hostince, hrnčíř, 2 kováři, 2 krejčí, mlýn, 8 obuvníků, 3 pekaři, 2 řezníci, 4 obchody se smíšeným zbožím, Spořitelní a záložní spolek pro Domašín, 2 trafiky, 4 truhláři.
V obci Hrazená Lhota (přísl. Znosím, 256 obyvatel, samostatná obec se později stala součástí Vlašimi) byly v roce 1932 evidovány tyto živnosti a obchody: hostinec, 2 kováři, obuvník, 2 trafiky.
V obci Nesperská Lhota (přísl. Hradiště, Polánka, Chobot, 256 obyvatel, samostatná obec se později stala součástí Vlašimi) byly v roce 1932 evidovány tyto živnosti a obchody: družstvo pro rozvod elektrické energie v Hradišti, 4 hostince, mlýn, rolník, obchod se smíšeným zbožím, 3 trafiky.
Doba socialismu (1948-1989)
V padesátých letech se bytová situace řeší zejména ve vztahu k zbrojovce. Pro nedostatečné kapacity dělnické kolonie Žižkov bylo rozhodnuto o výstavbě prvního vlašimského sídliště. Kvůli vážným nehodám, jež se ve fabrice ještě ve 30. letech odehrály, bylo sídliště vystavěno v opačné, tedy severní části města, dostalo se mu proto názvu sídliště Sever. První domy byly sice zkolaudovány již v roce 1953, sídliště je ale budováno ještě v 60. letech.
Za vlády KSČ byla v 70. letech velká část původní maloměstské zástavby z 20. let, tvořící centrum města, zbourána a bylo zde vystavěno panelové sídliště. V souvislosti s výstavbou přehrady Želivka (1968–1975) byla také místní železniční trať, vedoucí do tehdejších Dolních Kralovic, zkrácena do Trhového Štěpánova. Staré Dolní Kralovice byly později zaplaveny a byla vystavena nová zástavba Dolní Kralovice. Část obyvatel původních Dolních Kralovic byla přestěhována do Vlašimi, v 70. letech tak počet obyvatel narostl o více než dva tisíce lidí. To tvoří tlak na výstavbu nových panelových domů, které se přesouvají do středu města. Nové zástavbě musel ustoupit zbytek budov šlechtického velkostatku i rodinné domy v Komenského ulici a v jejím okolí. I přes tyto radikální změny v podobě městského centra v roce 1979 Městský národní výbor stále nechává nevyřízeno 120 žádostí o byt.
V roce 1977 zde byl natáčen film Stín létajícího ptáčka.
Po sametové revoluci 1989

V srpnu 1992 zachvátil vlašimský zámek požár, který zničil celé jeho jižní křídlo. Do roku 2005 prošel zámek mnoha opravami. V současnosti probíhá revitalizace centra města,[kdy?] došlo k opravě vlakového i autobusového nádraží a náměstí v centru města jsou rekonstruována, především díky využívání fondů Evropské unie. V roce 2006 byla Vlašim v České republice na prvním místě v čerpání fondů z Evropské unie.

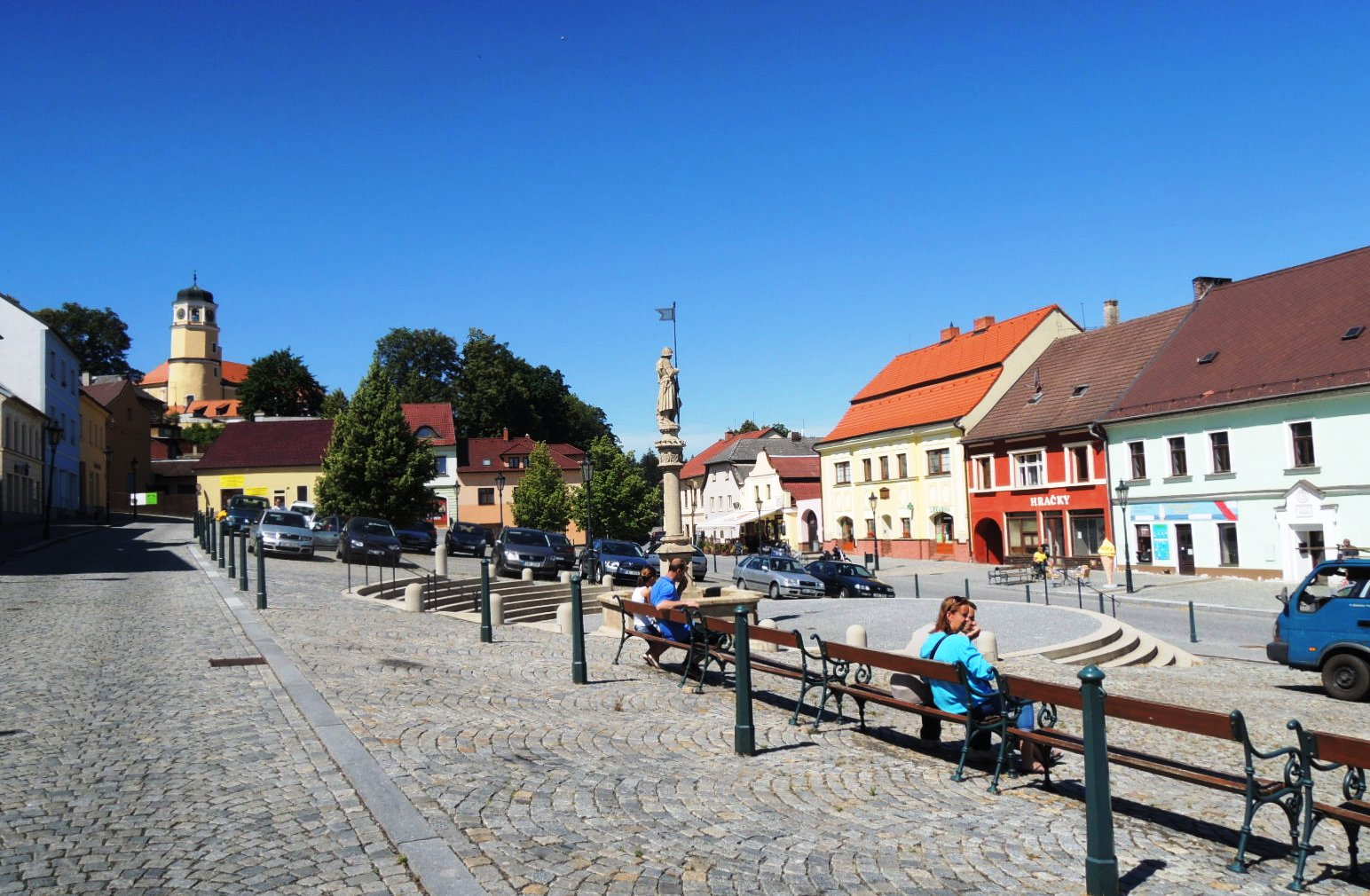
Žižkovo náměstí, v pozadí zámecká věž

### Územněsprávní začlenění
V chronologickém přehledu za období od roku 1850 do současnosti je uvedena územně administrativní příslušnost obce v roce, kdy ke změně došlo:
- 1850 země česká, kraj České Budějovice, politický okres Benešov, soudní okres Vlašim[21]
- 1855 země česká, kraj Tábor, soudní okres Vlašim
- 1868 země česká, politický okres Benešov, soudní okres Vlašim
- 1937 země česká, politický i soudní okres Vlašim[22]
- 1939 země česká, Oberlandrat Německý Brod, politický i soudní okres Vlašim[23]
- 1942 země česká, Oberlandrat Praha, politický okres Benešov, soudní okres Vlašim[24]
- 1945 země česká, správní i soudní okres Vlašim[25]
- 1949 Pražský kraj, okres Vlašim[26]
- 1960 Středočeský kraj, okres Benešov
- 2003 Středočeský kraj, okres Benešov, obec s rozšířenou působností Vlašim

## Znak a prapor města
Prapor města byl Vlašimi přidělen roku 1994 rozhodnutím heraldické komise Poslanecké sněmovny Parlamentu ČR. Barvy zlatá, stříbrná a modrá vycházejí ze znaku města.
Znak města pochází z doby okolo roku 1580 a souvisí s povýšením Vlašimi na město. Písmena AKZP představují iniciály Aleše Klenovského ze Ptení, který se o věnování znaku zasloužil a přidal na něj své iniciály. Od roku 1641 byly na krátký čas ve znaku iniciály FZT (Fridrich z Talmberka). Tento znak se objevuje už i na gotické městské pečeti z přibližně stejné doby.

## Památky a zajímavosti

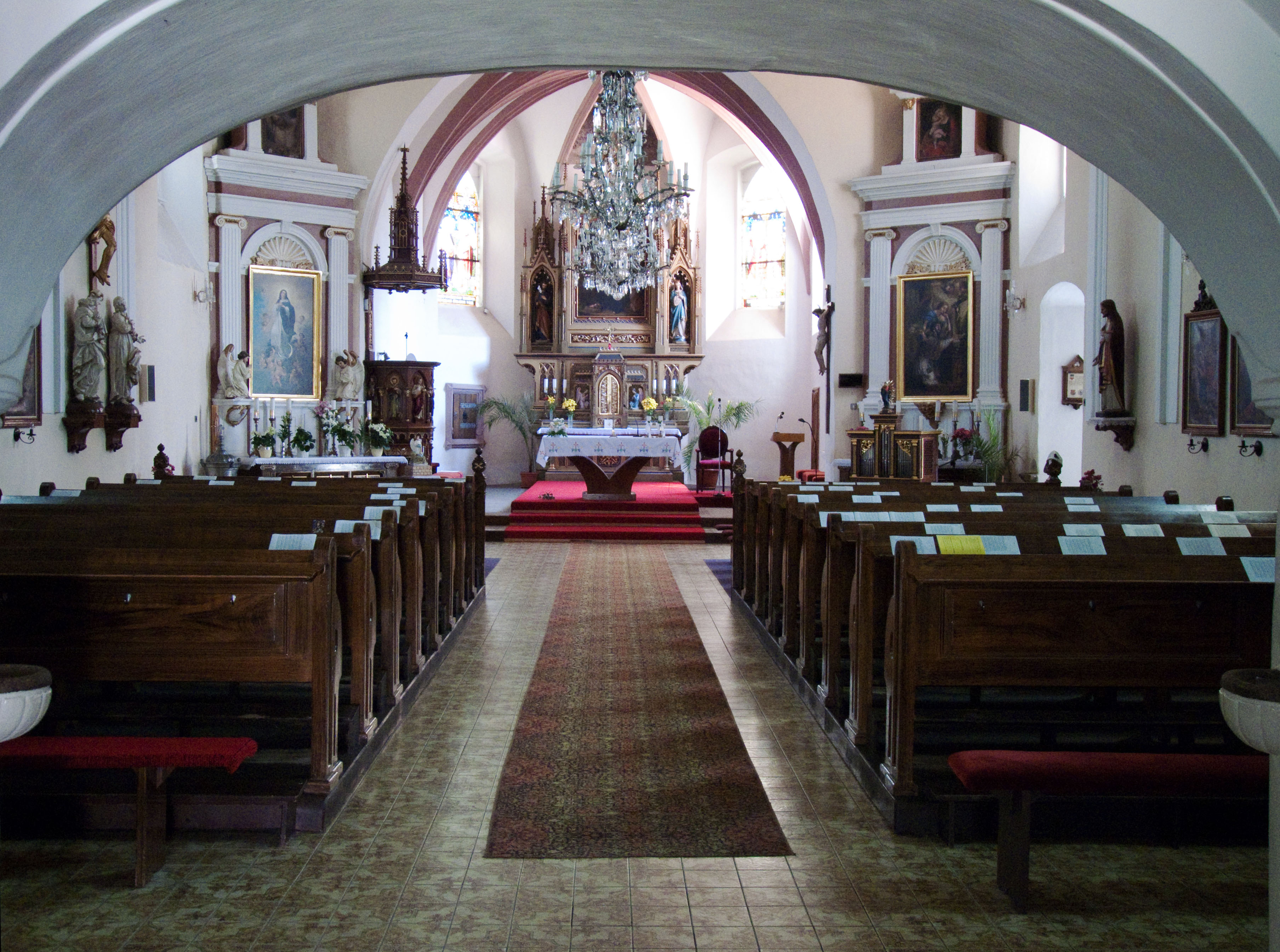
Kostel sv. Jiljí, interiér

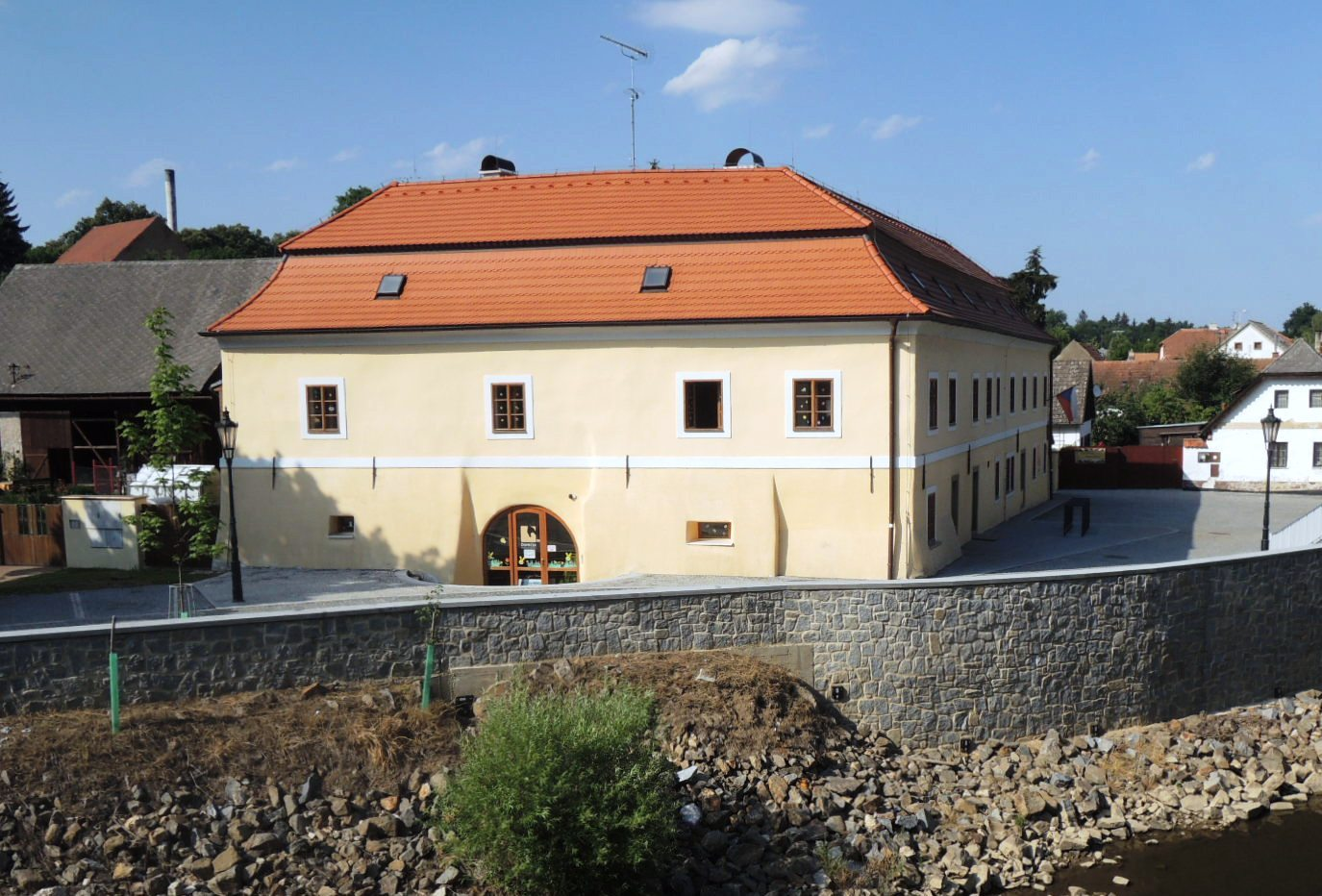
Stará radnice

- Zámek Vlašim, postavený v místě někdejšího hradu, trojkřídlá budova z doby kolem 1600, výrazně novogoticky upravená v 19. století. V jihovýchodním rohu je polygonální věž s bývalou kaplí. V zámku sídlí Muzeum Podblanicka a odborná škola.
- Zámecký park podél Blanice byl založen roku 1775 Auerspergy v anglickém stylu. Z původních staveb se zachoval čínský pavilon (1780), kdežto mohutné novogotické brány (Vlašimská, Domašínská a Znosimská) a romantický Starý hrad jsou z 1. poloviny 19. století.
- Děkanský chrám svatého Jiljí, pozdně gotickou jednolodní stavbu z let 1522–1523 dal postavit M. Trčka z Lípy. Obdélná loď s vysokým trojúhelníkovým štítem a opěráky má barokní klenbu, vítězný oblouk je hrotitý, presbytář s polygonálním závěrem má křížové klenby. V presbytáři je gotické sanktuárium a křtitelnice z roku 1523, ostatní zařízení většinou z 19. století. K severní stěně přiléhá hranolová věž s cibulovou bání.[29] Naproti vchodu je socha sv. Jana Nepomuckého z roku 1723.
- Pohřební kaple Auerspergů – neoklasicistní stavba z roku 1884.
- Děkanství západně od kostela je barokní patrová stavba s výrazným volutovým štítem.
- Stará radnice, patrová budova s mansardovou střechou na levém břehu Blanice u mostu.
- Loreta, barokní kaple na kamenné terase z let 1703–1706 od J. J. Erhardta, stojí v lese při silnici 112 asi 2 km jihovýchodně od města, v městské části Bolina.
- Bývalá synagoga z počátku 19. století.
- Židovský hřbitov je na severovýchodním okraji města, při Vlasákově ulici, naproti městskému hřbitovu.
- Sbor Církve československé husitské, obdélná stavba s boční věží z let 1924–1926.[29]
- Boží muka při silnici do Kondrace, patrně ze 17. století
- Kašna se sochou Rolanda na Žižkově náměstí
- Vila Červená věž
- Hvězdárna na jižním okraji města. Vybudována v akci Z a veřejnosti zpřístupněna 13. května 1961.[30]
- Záchranná stanice pro živočichy ČSOP Vlašim s expozicí naproti Vlašimské bráně

## Obyvatelstvo

### Počet obyvatel
Ke dni 1. ledna 2006 zde žilo 12 103 obyvatel, z toho 5 927 mužů a 6 176 žen. Průměrný věk obyvatel v obci byl 40,3 let (muži 38,9 let, ženy 41,7 let). V roce 2016 zde žilo celkem 11 704 obyvatel a v roce 2024 město mělo 11 284 obyvatel.
| Rok            | 1970   | 1980   | 1991   | 2001   | 2003   | 2006   | 2009   | 2012   | 2016   | 2024   |
| -------------- | ------ | ------ | ------ | ------ | ------ | ------ | ------ | ------ | ------ | ------ |
| Počet obyvatel | 10 515 | 12 613 | 12 809 | 12 270 | 12 225 | 12 103 | 12 198 | 11 956 | 11 704 | 11 284 |

### Struktura populace

Věková struktura obyvatel obce Vlašim roku 2011
Rodinný stav obyvatel obce Vlašim roku 2011
Vzdělání obyvatel obce Vlašim roku 2011

## Školství a zdravotnictví
Základní školy:
- ZŠ Vorlina
- ZŠ Sídliště
- ZŠ Březinská

Střední školy:
- Gymnázium Vlašim
- Střední odborná škola a Střední odborné učiliště, Vlašim, Zámek 1
- Střední průmyslová škola, Vlašim, Komenského 41
- Obchodní akademie, Vlašim

Ordinaci zde má praktický lékař pro děti a dorost.

## Kultura
V zámku sídlí Muzeum Podblanicka se stálými expozicemi Zámecké parky a historie zámku ve Vlašimi, Zrcadlo minulosti, S přesnou muškou – Tradice střelectví a zbrojařství a Auerspergové. Součástí muzea je nejen pobočka muzea v Benešově s expozicí Historie města Benešova a jeho okolí a expozicí Náš pluk ale i pobočka Zámek Růžkovy Lhotice s expozicí Kraj tónů - Podblanicko v dějinách hudby.
Městská knihovna má svůj počátek v roce 1840, kdy místní vlastenec páter Antonín Norbert Vlasák založil První knihovnu veřejnou, kterou mohli navštěvovat dospělí i dětští čtenáři. Knihovnu podpořil právník a politik František August Brauner, který v té době ve Vlašimi působil. Majitel panství kníže Karel Auersperg ročně přispíval částkou 10 zlatých. V roce 1847 byl založen Čtenářský spolek, který v roce 1885 zřizuje „Obecnou knihovnu pro lid“ přístupnou i nečlenům spolku, široké vlašimské veřejnosti. V roce 1890 se členem spolku stává i obec, Čtenářský spolek navrhuje v roce 1902, aby přijalo knihovnu pod svou správu.
Teprve v roce 1952 byla knihovna profesionalizována a současně se stala (do roku 1955) knihovnou okresní. V dalších letech se postupně zvyšoval počet knih a čtenářů, knihovna se několikrát stěhuje, v současných prostorách sídlí od roku 1988.
V roce 1994 byla Městská knihovna Vlašim plně automatizována a uživatelé knihovny mají přístup na internet.

## Členění města

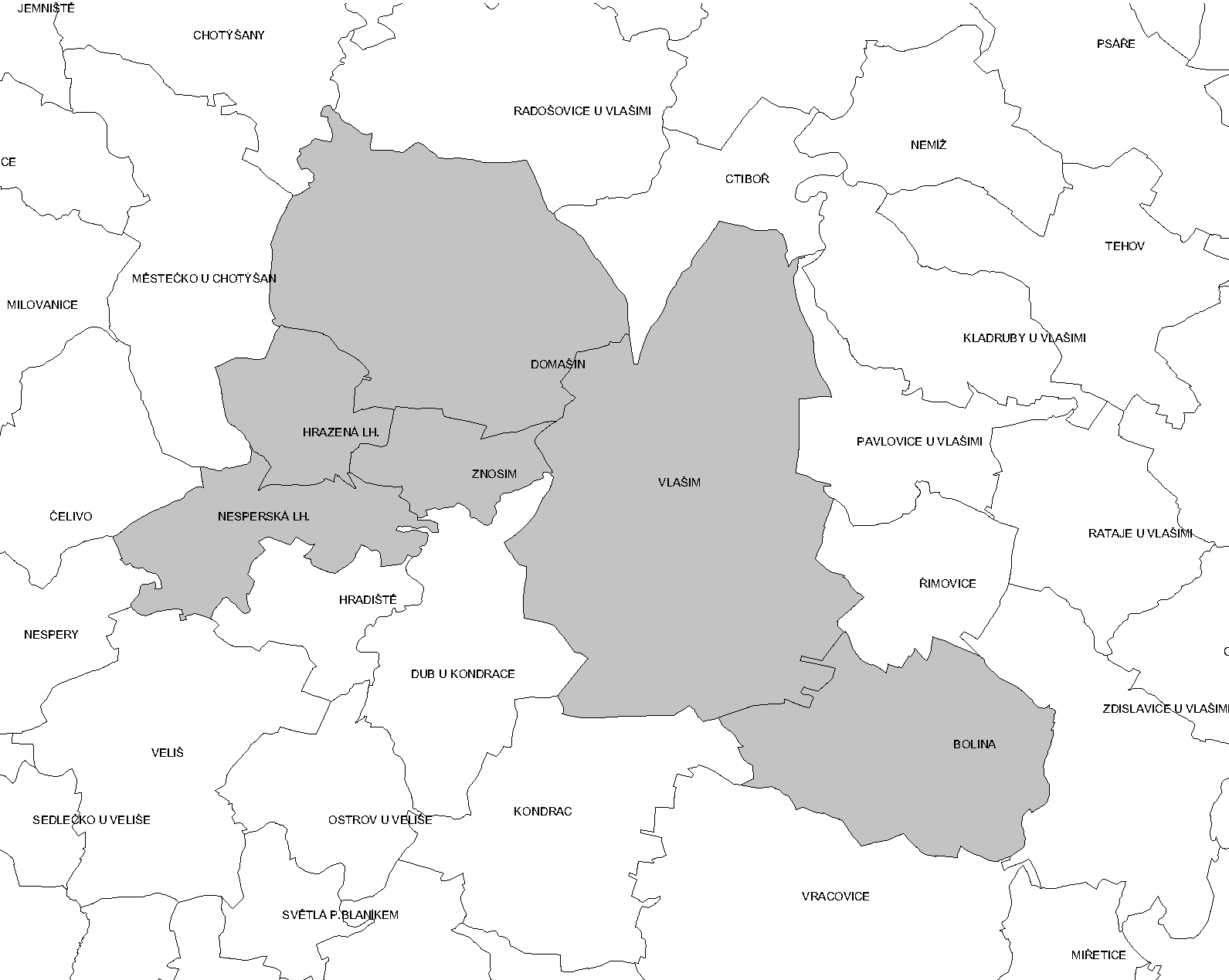
Katastrální členění Vlašimi

- Vlašim
- Bolina
- Domašín
- Hrazená Lhota
- Nesperská Lhota
- Polánka (v k. ú. Nesperská Lhota)
- Znosim

Od 1. ledna 1980 do 23. listopadu 1990 k městu patřily i Řimovice a od 1. ledna 1986 do 23. listopadu 1990 také Psáře.

## Představitelé města
Současným starostou města je Mgr. Luděk Jeništa, působící ve své funkci od roku 2002, opětovně zvolený v letech 2006, 2010, 2014 a 2018.

### Seznam starostů po roce 1989
Toto je seznam starostů města Vlašimi po roce 1989:
| Pořadí | Osoba             | Období    | Strana    |
| ------ | ----------------- | --------- | --------- |
| 1.     | Jan Zeman         | 1987–1990 | NF        |
| 2.     | Josef Volenec     | 1990–1994 | LSNS      |
| 2.     | Josef Volenec     | 1994–1998 | ČSNS      |
| 3.     | Vladislav Novotný | 1998–2002 | ODS       |
| 4.     | Luděk Jeništa     | 2002–2006 | bezp./VPN |
| 4.     | Luděk Jeništa     | 2006–2010 | bezp./VPN |
| 4.     | Luděk Jeništa     | 2010–2014 | bezp./VPN |
| 4.     | Luděk Jeništa     | 2014–2018 | bezp./VPN |
| 4.     | Luděk Jeništa     | 2018-     | bezp./VPN |

## Osobnosti

### Zde narozené
- Adolf Auersperg (1821–1885), ministerský předseda Předlitavska
- Petr A. Bílek (* 1962), literární teoretik a historik
- Salomon Benesch (1867–1942), malíř
- David Beneš (* 1994), akrobatický pilot
- Gustav Frank (1859 – 1923), malíř, grafik, rytec a pedagog.
- Ferdinand Heller (1824–1912), skladatel, sbormistr a učitel hudby
- Saturnin Heller (1840–1884), architekt
- Servác Heller (1845–1922), spisovatel, žurnalista a politik, mladočech
- Vlastimil Horváth (* 1977), zpěvák
- Vladimír Chalupa (1872–??), generál, legionář v Rusku
- Harry Jelínek (1905–1986), podvodník, kterému se podařilo americkým zájemcům „prodat“ Karlštejn
- Luděk Jeništa (* 1961), politik, poslanec, senátor, od roku 2002 starosta města
- Jitka Kocurová (* 1979), modelka, moderátorka, herečka a 2. vicemiss ČR pro rok 1999
- Karel Kočí (* 1965), římskokatolický kněz, bývalý člen Řádu bratří kazatelů
- Emanuel Kovář (1861–1898), lingvista a etnograf
- Luboš Kozel (* 1971), fotbalový trenér a bývalý obránce
- Zdeněk Krušina (1963–2018), teolog, vikář benešovský a farář ve Vlašimi
- Tomáš Kucharčík (* 1970), hokejista
- Josef Moudrý (* 1937), historik, publicista, regionální spisovatel a sběratel
- Stanislav Novák (1917–2006), katolický kněz, vysokoškolský pedagog a teolog
- Jan Očko z Vlašimi († 1380), druhý pražský arcibiskup a první český kardinál
- Kateřina Pivoňková (* 1979), plavkyně, mistryně Evropy
- Jan Pláteník (1819–1894), živnostník, zakladatel první České občanské záložny
- Libor Procházka (* 1974), hokejista
- Miluše Poupětová (* 1963), malířka
- Kamil Roškot (1886–1945), architekt
- Anna Roškotová (1883–1967), malířka, sestra Kamila Roškota
- Michal Rozsíval (* 1978), hokejista
- Michal Řepík (* 1988), hokejista
- Zdeněk Seidl (* 1950), politik a lékař, v letech 2008 až 2012 náměstek hejtmana Středočeského kraje, od roku 1998 zastupitel města
- Moric Schidlof, purkmistr, lékař, ředitel záložny
- Jakub Slach (* 1979), herec
- František Augustin Slavík (1846–1919), autor díla Dějiny města Vlašimě
- František Šebek (1814–1862), architekt, stavební podnikatel, mecenáš[39][40]
- Ladislav Veselský (1899/1902–1960), fotbalista
- Antonín Norbert Vlasák (1812–1901), katolický kněz a dějepisec
- Stanislav Vlček (* 1976), fotbalový útočník
- Pavel Vostřák (* 1972), hokejista
- Ondřej Vrtiška (* 1976), novinář a spisovatel
- Václav Zemek (* 1974), politik, od roku 2010 poslanec PS PČR, regionalista, autor prací o Podblanicku
- Jiří Kašák (* 1970) fotbalová legenda,hrající ještě za starou gardu legend
- Kateřina Marie Tichá (* 1994), zpěvačka

### Zde působili
- Emil Artur Longen (1885–1936), dramatik, herec, spisovatel, ve Vlašimi strávil mládí
- František August Brauner (1810–1880), právník a politik, ve Vlašimi působil jako soudce v letech 1841–1845
- Richard Dušek (1910–1977), malíř, grafik a učitel, ve svých obrazech dokumentoval mizející lidovou architekturu Podblanicka
- Stanislav Příhoda (* 1936), pedagog a malíř
- Viktor Stocker (* 2009), akordeonista

## Doprava

### Dopravní síť
- Pozemní komunikace: Městem procházejí silnice II/112 Benešov – Vlašim – Pelhřimov, II/113 Vlašim – Divišov – Ostředek – Chocerady a II/125 Velký Osek – Kolín – Vlašim – Louňovice pod Blaníkem – Mladá Vožice.
- Železnice: Město protíná  železniční trať Benešov u Prahy – Trhový Štěpánov (úsek Trhový Štěpánov – Dolní Kralovice byl roku 1975 zrušen kvůli vodní nádrži Švihov). Je to jednokolejná regionální trať, doprava mezi Benešovem a Vlašimí byla zahájena roku 1895, v dalším úseku roku 1902. Na území města leží železniční zastávka Domašín, železniční zastávka Znosim, železniční stanice Vlašim,  železniční zastávka Vlašim zastávka a železniční zastávka Bolina.

### Veřejná doprava 2012
- Autobusová doprava: Ve městě zastavovaly autobusové linky jedoucí např. do těchto cílů: Benešov, Čechtice, Český Šternberk, Dačice, Dolní Kralovice, Jihlava, Kácov, Kamenice nad Lipou, Kolín, Ledeč nad Sázavou, Louňovice pod Blaníkem, Pacov, Pelhřimov, Praha, Telč, Trhový Štěpánov, Zruč nad Sázavou.
- Železniční doprava: Po trati mezi Benešovem a Vlašimí jezdilo v pracovních dnech 15 osobních vlaků, o víkendu 8 osobních vlaků, dále směrem na Trhový Štěpánov jezdilo v pracovních dnech 10 osobních vlaků, o víkendu 8 osobních vlaků. Samoobslužný provoz, zastávky na znamení.

### Letiště
V roce 2019 bylo po několika přestávkách znovu uvedeno do provozu letiště Vlašim, LKVL, původně založené v roce 1954. Jde o vnitrostátní veřejné letiště, provozovatelem je město Vlašim. Letiště dnes slouží příznivcům leteckého sportu, ale i jako místo pro přistávání vrtulníků a letadel záchranářů. Na letišti působí Aeroklub Vlašim.

## Turistika
Cyklistika – Městem vedou cyklotrasy:

č. 101 Český Šternberk – Vlašim – Kondrac – Louňovice pod Blaníkem,

č. 0004 Vlašim – Zdislavice – Trhový Štěpánov – Nesměřice,

č. 0069 Benešov – Postupice – Vlašim – Pravonín,

č. 8175 Vlašim – Hrádek – Ctiboř – Nad Domašínem – Vlašim.
Pěší turistika – Územím města procházejí turistické trasy:

 Vlašim – Velký Blaník – Louňovice pod Blaníkem – Votice,

 Český Šternberk – Libež – Hrádek – Vlašim,

 Vlašim – Trhový Štěpánov – Křivsoudov – Snět.

## Fotogalerie

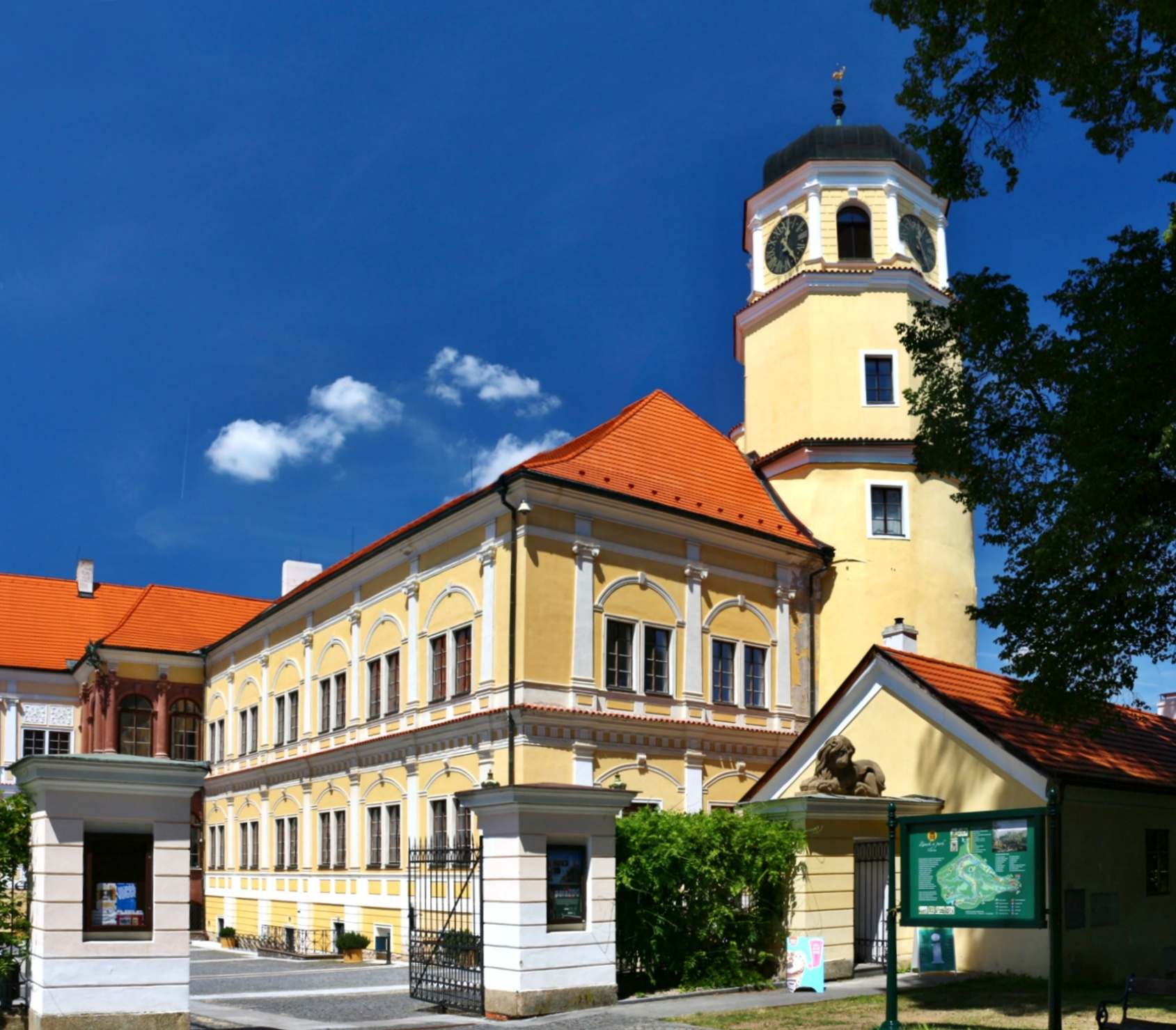
Zámek ve Vlašimi
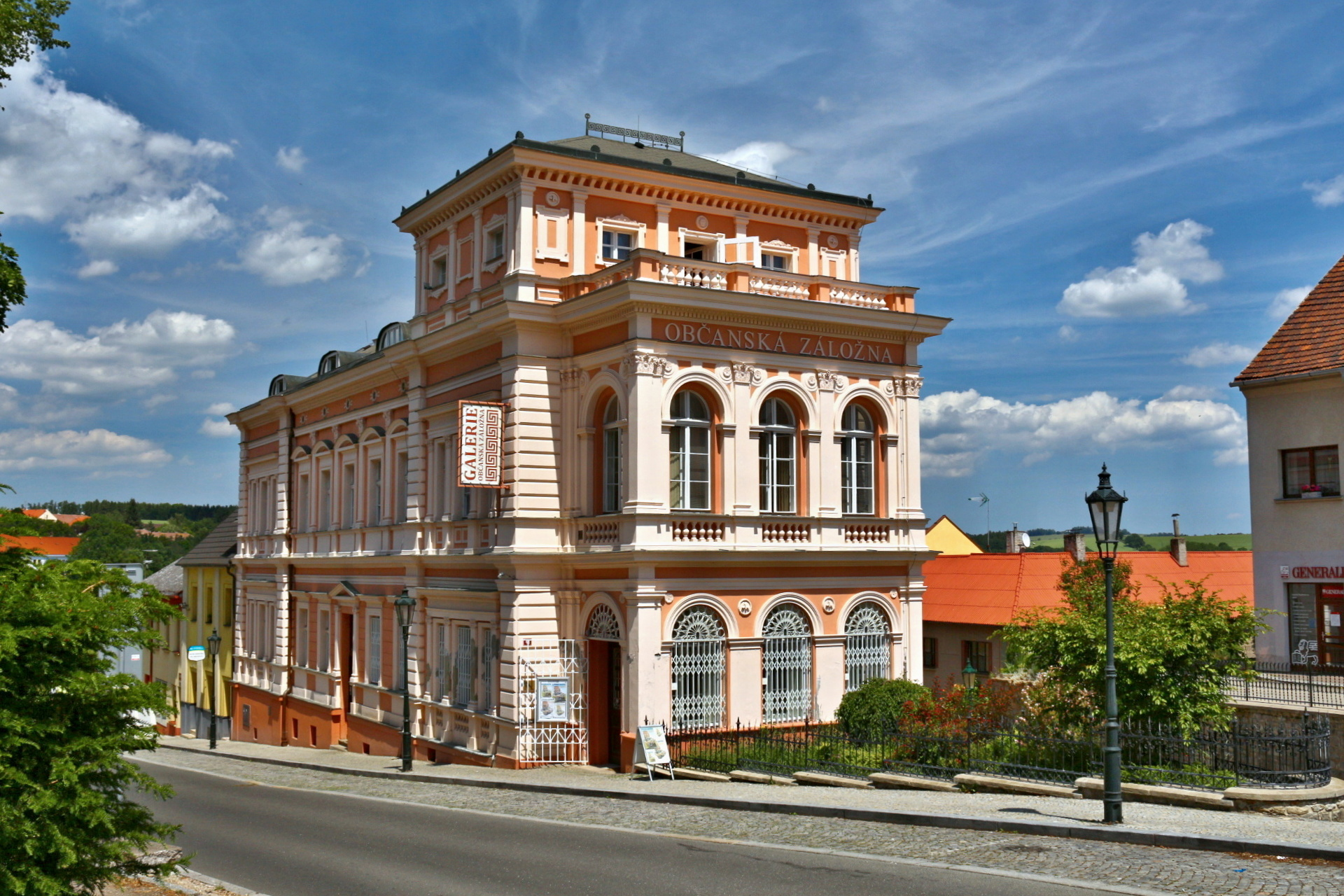
Pláteníkova ulice, městská záložna
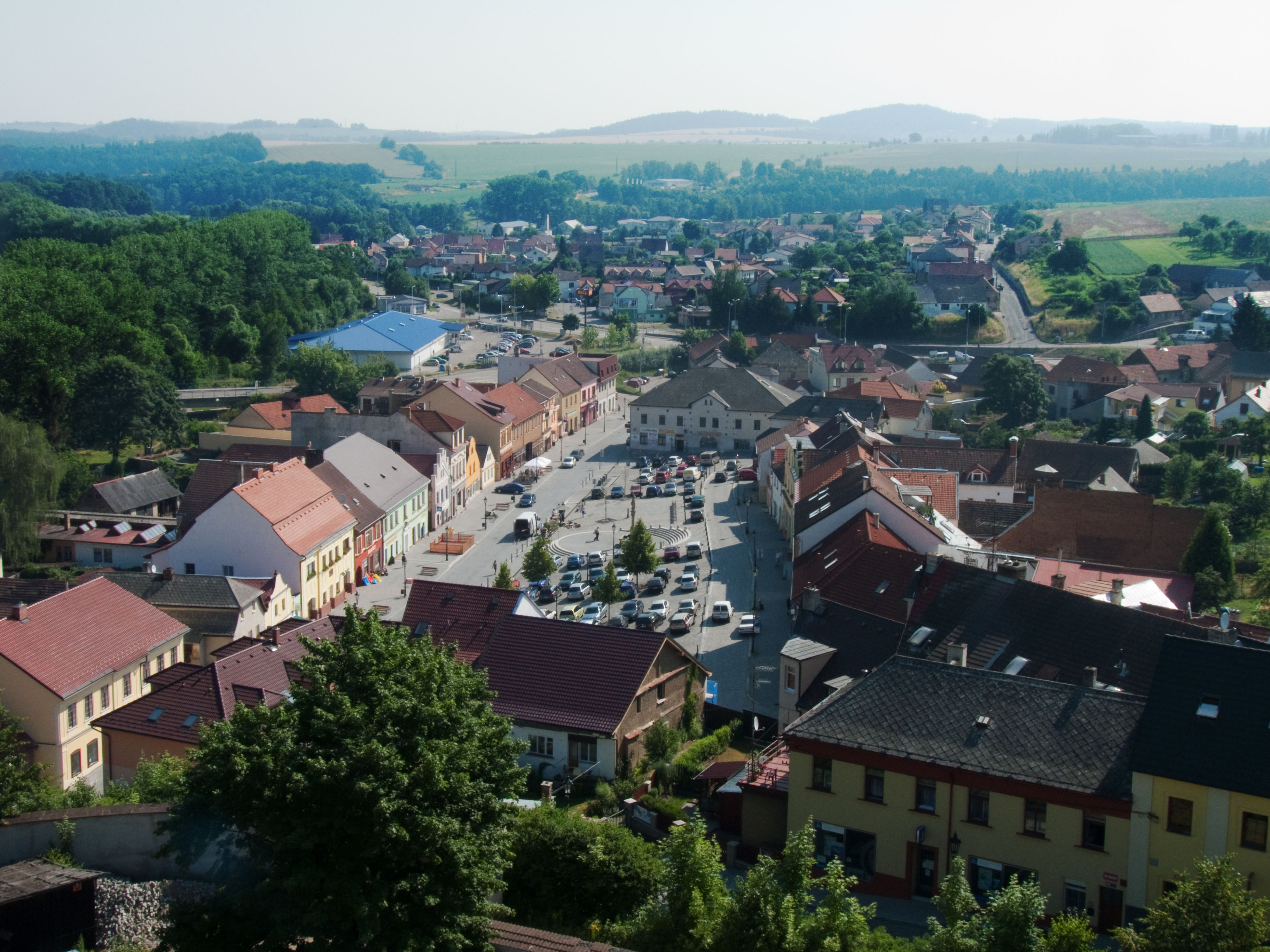
Pohled z věže zámku na Žižkovo náměstí a na Spořilov
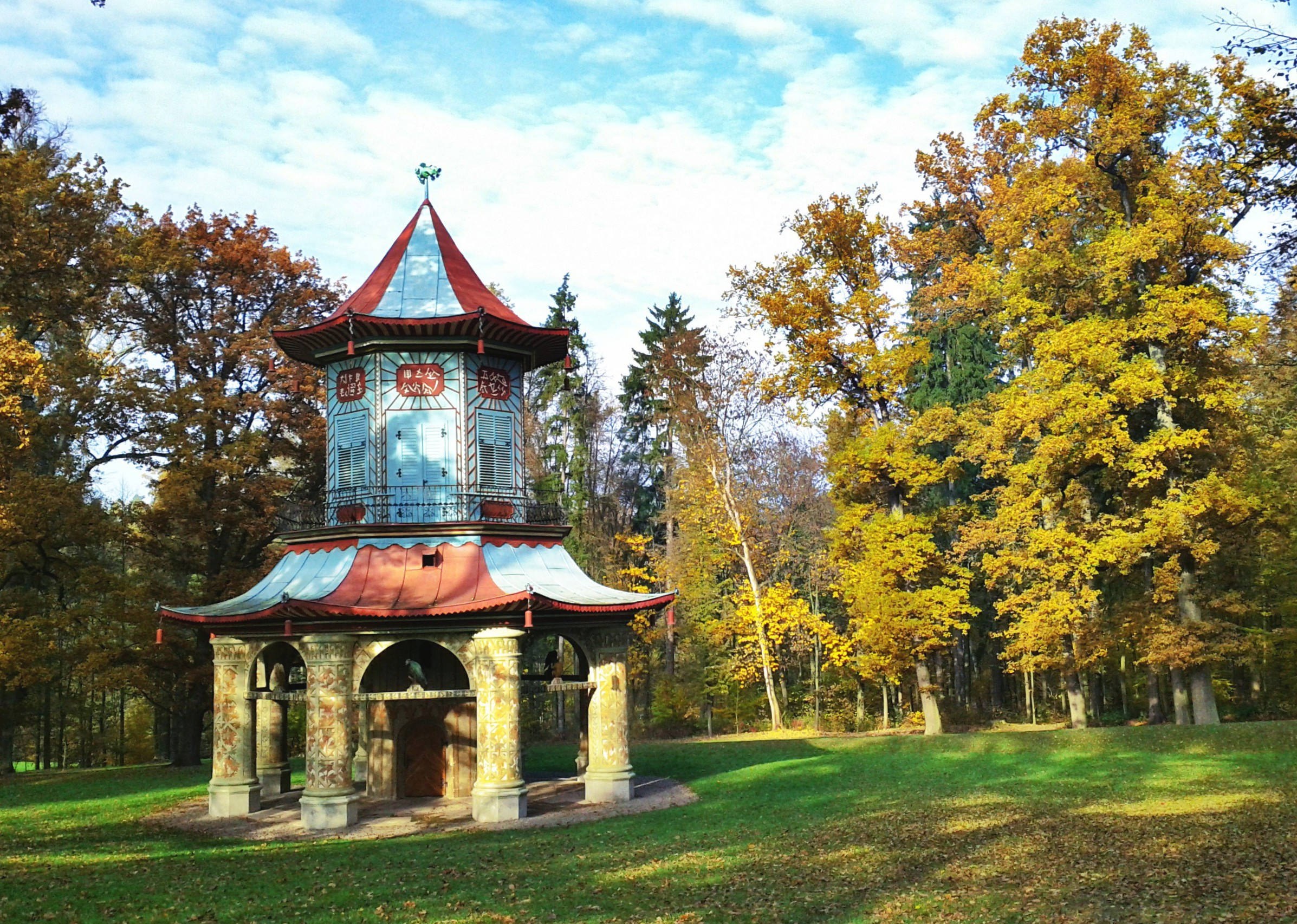
Čínský pavilon
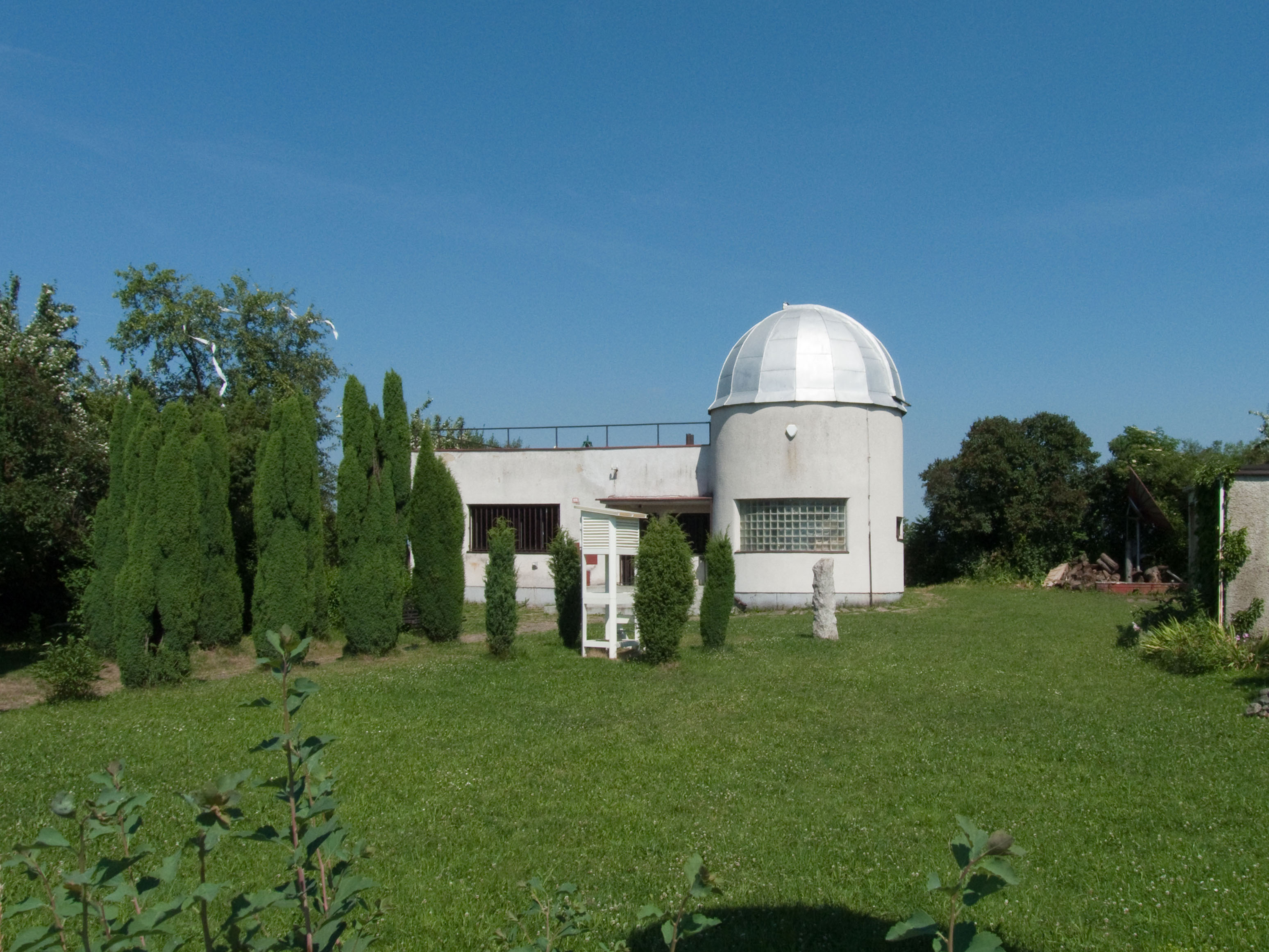
Budova hvězdárny
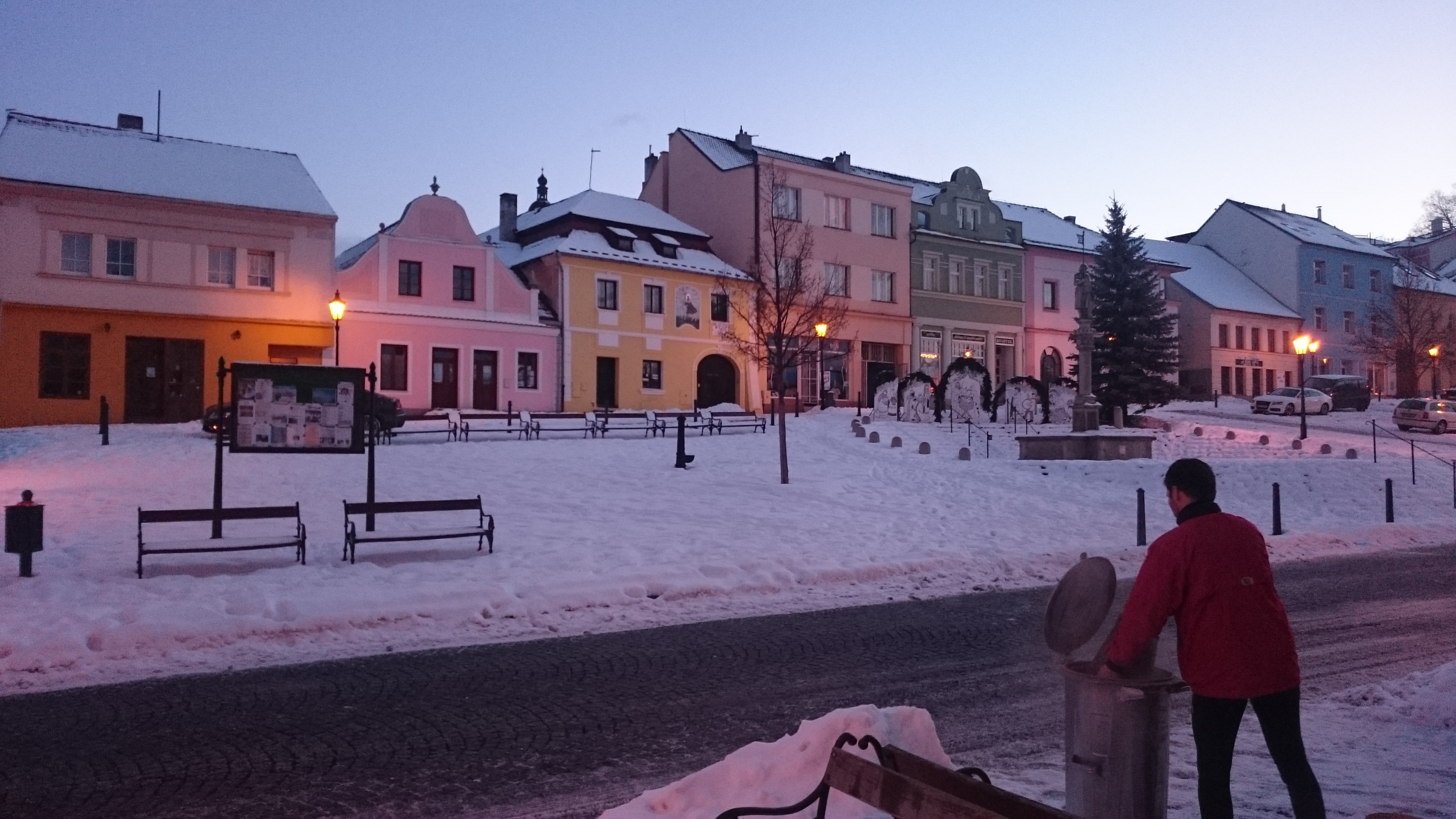
Náměstí